# Марк Цезоний
Марк Цезоний (на латински: Marcus Caesonius) е политик на Римската република през втората половина на 1 век пр.н.е.
Той е първият известен от плебейската фамилия Цезонии. През 70 пр.н.е. той е едил (aedile elect) с Цицерон. През 66 пр.н.е. е избран за претор. През 65 пр.н.е. Цицерон пише на Атик, че двамата с Цезоний ще кандидатстват за консулската служба.